# Rolf Lacour
Rolf Lacour (Saarbrücken, 1937. június 26. – Köllerbach, 2018. január 28.) világbajnoki ezüstérmes német birkózó.

## Pályafutása
Három olimpián vett részt (1964, 1968, 1972). A legjobb eredménye a mexikóvárosi ötödik hely volt. 1965-ben világbajnoki ezüst-, 1966-ban bronzérmes lett. Az 1967-es minszki Európa-bajnokságon bronzérmet szerzett. 1969-ben Modenában Európa-bajnok lett.

## Sikerei, díjai
- Világbajnokság
  - ezüstérmes: 1965 (52 kg)
  - bronzérmes: 1966 (52 kg)
- Európa-bajnokság
  - aranyérmes: 1969 (48 kg)
  - bronzérmes: 1967 (52 kg)